# Myospila mingshanana
Myospila mingshanana este o specie de muște din genul Myospila, familia Muscidae, descrisă de Feng în anul 2000.
Este endemică în Sichuan. Conform Catalogue of Life specia Myospila mingshanana nu are subspecii cunoscute.